# Teesside

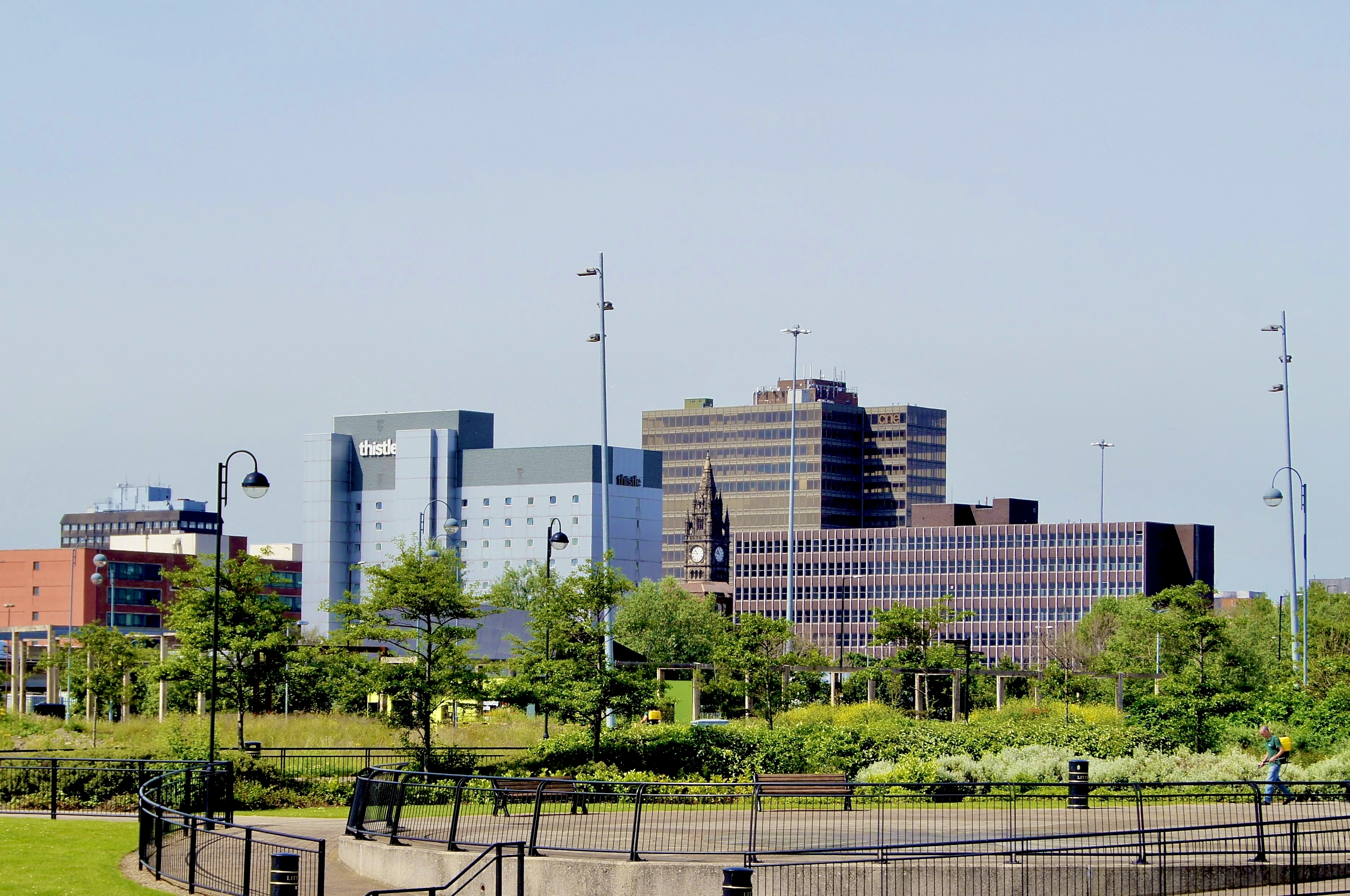
Miasto Middlesbrough wchodzące w skład aglomeracji

Teesside – brytyjska konurbacja regionu North East England, a w latach 1968–1974 jednostka administracyjna, obejmująca miasta Middlesbrough, Stockton-on-Tees, Hartlepool, Redcar i Billingham. W 2001 r. aglomeracja liczyła 365 323 mieszkańców. Nazwa pochodzi od przepływającej tu rzeki Tees.